# Nabil El Zhar
Nabil El Zhar (arabisch نبيل الزهر, DMG Nabīl az-Zahr; * 27. August 1986 in Alès) ist ein marokkanischer ehemaliger Fußballspieler, der auch die französische Staatsangehörigkeit besitzt.

## Karriere

### Verein
Der in Frankreich geborene Marokkaner begann seine Karriere 1996 bei Olympique Alès. 1999 ging er in Jugend von Olympique Nîmes und von 2004 bis 2006 war er bei AS Saint-Étienne in der Nachwuchsabteilung. Im Jahr 2006 wechselte El Zhar zum FC Liverpool nach England. Meistens in der Reservemannschaft eingesetzt, kam der Marokkaner am 29. November 2006 in der Premier League zu seinem Debüt, als er gegen den FC Portsmouth in der 71. Minute eingewechselt wurde. Fast ein Jahr später erzielte er am 31. Oktober 2007 im Carling Cup gegen Cardiff City sein erstes Tor für Liverpool. Am 11. Juli 2009 unterzeichnete er einen neuen Vertrag bis 2012.
Zur Saison 2010/11 wurde er für ein Jahr an den griechischen Europa-League-Teilnehmer PAOK Thessaloniki ausgeliehen. Nach Ablauf verpflichtete ihn dann UD Levante aus Spanien. Dort verbrachte er vier Spielzeiten und ging dann weiter zu UD Las Palmas. Von 2017 bis 2019 stand El Zhar dann bei CD Leganés unter Vertrag. Anschließend ging er zu al-Ahli SC in die Qatar Stars League. Im Januar 2022 verpflichtete ihn nach kurzer Vereinslosigkeit der katarische Zweitligist Muaither SC, bei dem er seine Karriere beschloss.

### Nationalmannschaft
International spielte er 2003 vier Mal für sein Geburtsland Frankreich in der U-18-Auswahl. Im Jahr 2005 spielte El Zhar in der U-20-WM in den Niederlanden für die marokkanische Auswahl. Er war einer der auffälligsten Spieler Marokkos und kam mit seiner Mannschaft bis ins Halbfinale des Turniers und wurde am Ende Vierter. Von 2008 bis 2014 spielte El Zhar dann zehn Mal für die marokkanische A-Nationalmannschaft und erzielte dabei zwei Treffer.